# Weekly GOLF HEADLINE
『Weekly GOLF HEADLINE』（ウィークリーゴルフヘッドライン）は、2014年4月7日から同年12月22日までBS朝日で放送されていたゴルフ番組である。

## 概要
番組は、放送日前週に行われた日本のゴルフツアー（ジャパンゴルフツアー、日本女子プロツアー、日本プロゴルフシニアツアー）のハイライトを中心に放送。また、キャスターの中西哲生による注目選手へのインタビューを通じ、試合の勝敗を分けたプレーを多角的に分析していた。そして、世界を舞台に活躍する日本人プロゴルファーたちの最新情報も伝えていた。
この番組は、元々は2011年10月16日から『GOLF HEADLINE』と題して放送されていた。その当時は月に1回の放送だったが、2014年春の改編を機に毎週放送へ移行。同時にタイトルを表題通りの表記に改めたが、番組は年内に終了した。その後は2015年4月25日から『Monthly GOLF HEADLINE』（マンスリーゴルフヘッドライン）と題し、『GOLF HEADLINE』時代と同様に月に1回のペースで放送されている。

## 放送時間
いずれも日本標準時。

### GOLF HEADLINE
- 毎月第3日曜 21:00 - 21:54 （2011年10月16日 - 2012年3月18日）
- 毎月第1日曜 21:00 - 21:54 （2012年4月15日 - 2014年3月2日）

### Weekly GOLF HEADLINE
- 月曜 23:30 - 翌0:00 （2014年4月7日 - 2014年12月22日）

### Monthly GOLF HEADLINE
- 毎月最終土曜 09:00 - 09:30 （2015年4月25日 - 2015年12月26日）
- 毎月最終土曜 11:00 - 11:30 （2016年4月30日 - ）
- 2016年3月26日（土曜） 13:00 - 13:30 には、イ・ボミへの取材ドキュメンタリー『スマイルキャンディーからの卒業 イボミの進化 密着1431日』を放送。

## 出演者

### GOLF HEADLINE
- キャスター：中西哲生
- リポーター：中村アン
- フィールドリポーター：飯島遥

### Weekly GOLF HEADLINE
- キャスター：中西哲生

### Monthly GOLF HEADLINE
- キャスター：中西哲生
- アシスタント：結城香織